# Euxoa foeminalis
Euxoa foeminalis är en fjärilsart som beskrevs av Smith 1900. Euxoa foeminalis ingår i släktet Euxoa och familjen nattflyn. Inga underarter finns listade i Catalogue of Life.